# Всіхсвятське сільське поселення
Всіхсвя́тське сільське поселення (рос. Всехсвятское сельское поселение) — адміністративна одиниця у складі Білохолуницького району Кіровської області Росії. Адміністративний центр поселення — село Всіхсвятське.

## Історія
Станом на 2002 рік на території сучасного поселення існували такі адміністративні одиниці:
- Всіхсвятський сільський округ (село Всіхсвятське, присілок Суворовці)
- Сир'янський сільський округ (село Сир'яни, присілок Пашково)

Поселення були утворені згідно із законом Кіровської області від 7 грудня 2004 року № 284-ЗО у рамках муніципальної реформи шляхом перетворення та об'єднання Всіхсвятського та Сир'янського сільських округів.

## Населення
Населення поселення становить 618 осіб (2017; 642 у 2016, 637 у 2015, 658 у 2014, 681 у 2013, 709 у 2012, 729 у 2010, 910 у 2002).

## Склад
До складу поселення входять 4 населених пункти:
| Населений пункт     | Населення, осіб (2002) | Населення, осіб (2010) |
| ------------------- | ---------------------- | ---------------------- |
| Всіхсвятське, село  | 417                    | 373                    |
| Пашково, присілок   | 4                      | 2                      |
| Сир'яни, село       | 487                    | 354                    |
| Суворовці, присілок | 2                      | 0                      |